# Stoffel Vandoorne
Stoffel Vandoorne (n. 26 martie 1992, Kortrijk, Flandra, Belgia) este un fost pilot de Formula 1. De-a lungul carierei a luat startul în 41 de curse, niciuna din pole-position. Nu a câștigat nicio cursă și nu a terminat niciodată pe podium, acumulând 26 puncte în întreaga activitate ca pilot de Formula 1.